# Comuna Starîi Vîșniveț, Zbaraj
Starîi Vîșniveț (în ucraineană Старий Вишнівець) este o comună în raionul Zbaraj, regiunea Ternopil, Ucraina, formată din satele Fedkivți, Kînahivți, Mîșkivți, Poleanî și Starîi Vîșniveț (reședința).

## Demografie
Componența lingvistică a comunei Starîi Vîșniveț
     Ucraineană (97,64%)
     Rusă (2,26%)
     Alte limbi (0,07%)
Conform recensământului din 2001, majoritatea populației comunei Starîi Vîșniveț era vorbitoare de ucraineană (97,64%), existând în minoritate și vorbitori de rusă (2,26%).